# Pfarrkirche Traisen

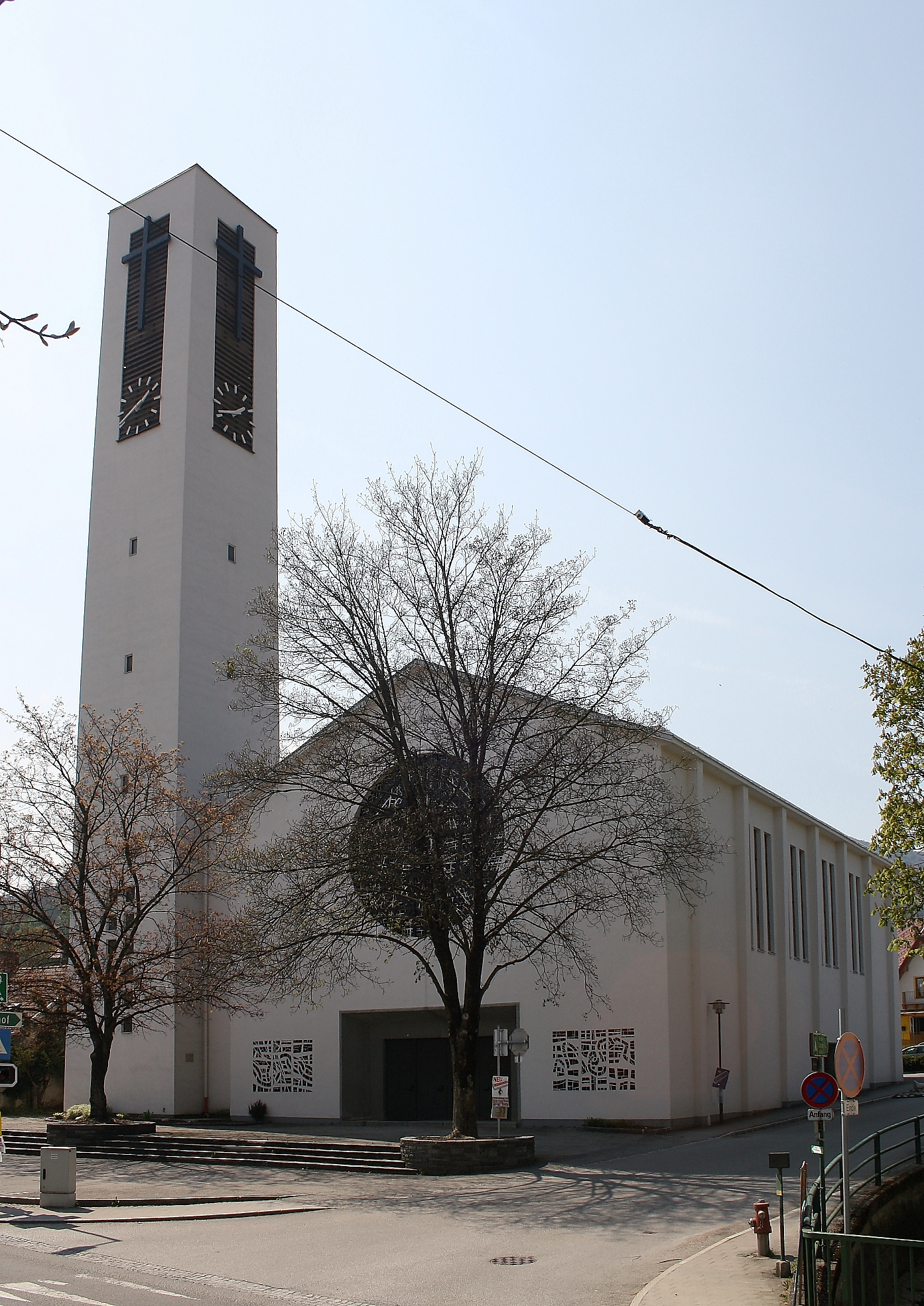
Katholische Pfarrkirche Jesus Christus, Erlöser der Welt in Traisen

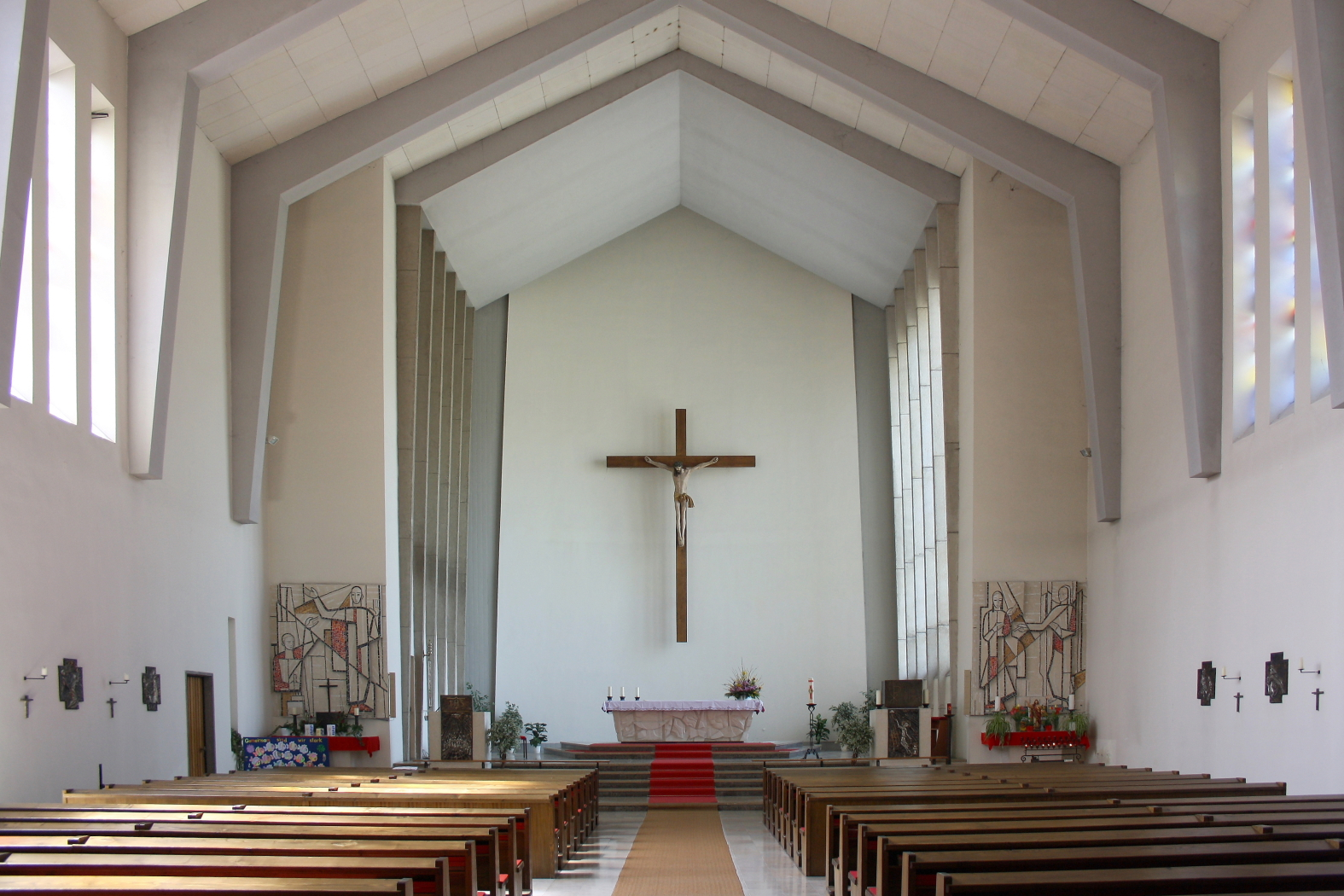
Im Langhaus zum Chor

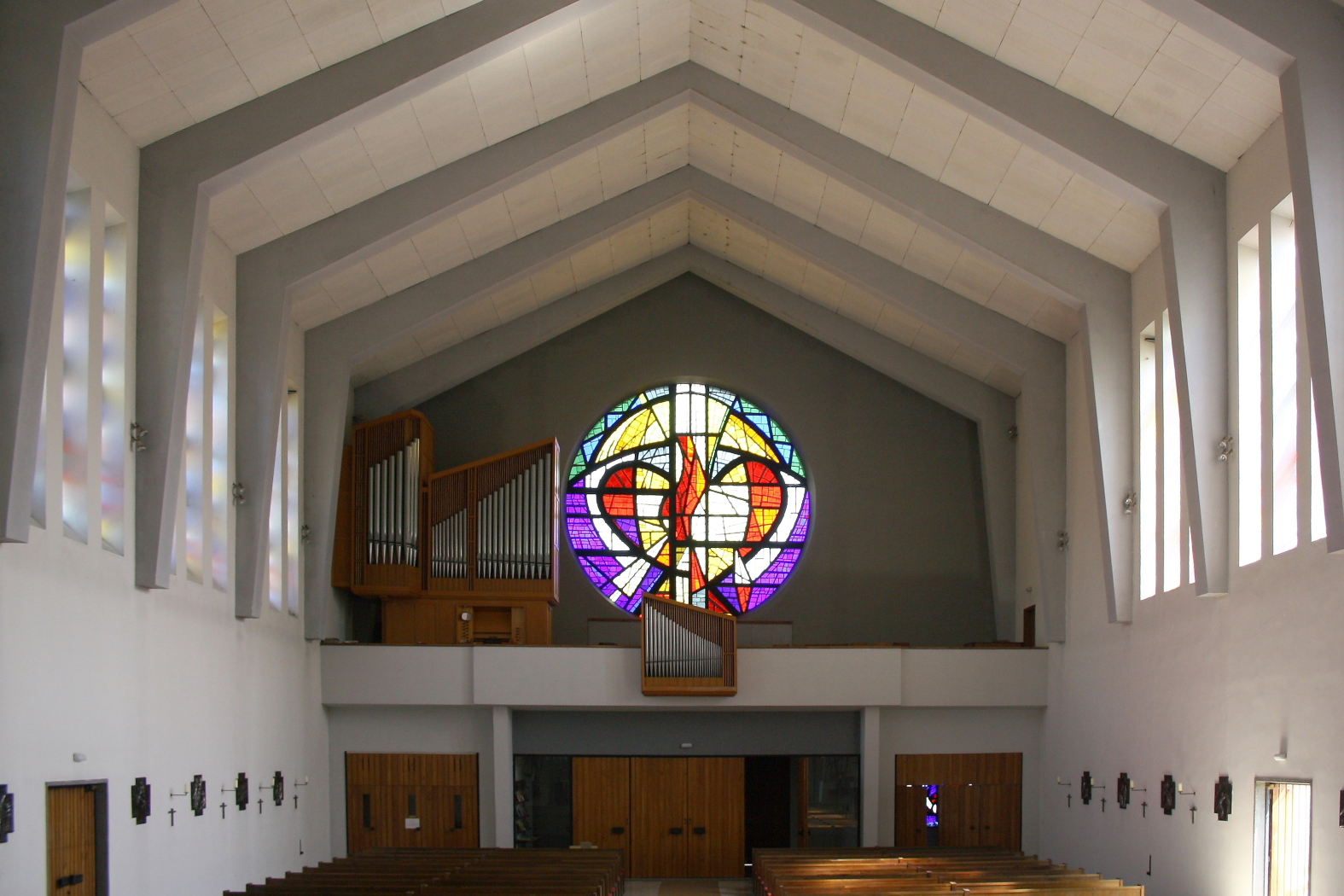
Im Langhaus zur Orgelempore

Die Pfarrkirche Traisen steht in der Ortsmitte in der Marktgemeinde Traisen im Bezirk Lilienfeld in Niederösterreich. Die auf das Patrozinium Jesus Christus, Erlöser der Welt geweihte römisch-katholische Pfarrkirche – dem Stift Lilienfeld inkorporiert – gehört zum Dekanat Lilienfeld in der Diözese St. Pölten.

## Geschichte
Von 1961 bis 1962 wurde nach den konventionellen vorkonziliaren Plänen des Architekten Erwin Koch eine Pfarrkirche erbaut. Am 28. Oktober 1962 wurde sie vom Lilienfelder Abt Friedrich Pfennigbauer auf das Patrozinium „Christus, Erlöser der Welt“ geweiht. Dies erfolgte in Vertretung des St. Pöltner Diözesanbischofs Franz Žak, der damals am Zweiten Vatikanischen Konzil in Rom teilnahm.

## Architektur
Der massiv wirkende Kirchenbau mit einem durch Betonstützen gegliederten Langhaus hat einen eingezogenen flachbogig geschlossenen Chor. Zwischen den Betonstützen sind schmale hohe Rechteckfenster. Der hohe Kirchturm verjüngt sich nach oben und schließt oben waagrecht ab. Die östliche Giebelfront hat ein breites Rechteckportal flankiert von rechteckigen ornamentalen Glasfenstern, über dem Portal ist ein weites Glasbetonrundfenster Herz Jesu.
Das Kircheninnere zeigt das Langhaus und den Chor unter einen offenen Satteldach, der Chor ist mit fünf bis sieben Stufen erhöht. Unter der Ostempore befindet sich eine Taufkapelle.

## Ausstattung
Die Einrichtung ist großteils aus der Bauzeit. Die Altäre und die Glasfensterrosette entwarf und schuf der Bildhauer und Glasmaler Robert Herfert mit dem Tischler Franz Coufal. Die längsseitigen Glasfenster schuf der Glasmaler Karl Knapp. Ambo und Tabernakelstele schuf der Künstler Harald Krainer.
Es gibt einen spätgotischen Kruzifix aus dem 16. Jahrhundert.
Die Orgel mit 16 Registern baute Gregor Hradetzky (1966).